# Allan Pérez
Pour les articles homonymes, voir Pérez.
Ne doit pas être confondu avec Alan Pérez.
Allan Álvaro Pérez Ortiz, né le 19 juillet 1996 à San Cristóbal (Cuba), est un footballeur international cubain, qui évolue au poste d'attaquant.

## Biographie

### Carrière en club
Joueur du FC Artemisa, il est prêté au FC Ciego de Ávila une première fois en 2017, puis est à nouveau cédé l'année suivante au sein de ce même club. Il y trouve la consécration en étant sacré meilleur buteur du championnat 2018 - en compagnie de Ruslán Batista - avec 11 buts marqués avec en prime une place de vice-champion avec son club.

### Carrière internationale
Allan Pérez est convoqué pour la première fois en équipe de Cuba lors d'une double confrontation amicale face au Nicaragua, les 22 et 25 mars 2018. Il est titulaire lors de ces deux rencontres qui se soldent par une défaite (1-3) et un nul (3-3), respectivement.

## Palmarès

### En club
- FC Artemisa
  - Vainqueur du Torneo de Ascenso (D2) en 2017.
- FC Ciego de Ávila
  - Vice-champion de Cuba en 2018.

### Distinctions individuelles
- FC Ciego de Ávila
  - Meilleur buteur du championnat de Cuba en 2018, ex æquo avec Ruslán Batista (11 buts marqués)[2].